# Die letzte Chance (1962)
Die letzte Chance ist ein im Auftrag des Deutschen Fernsehfunks (DFF) von der ostdeutschen Filmproduktionsgesellschaft DEFA, KAG „Berlin“, produzierter Schwarzweiß-Fernsehfilm des Regisseurs Hans-Joachim Kasprzik aus dem Jahr 1962. Der Film entstand nach dem Roman Das Gesicht mit der Narbe von Herbert Ziergiebel.

## Handlung
Im Vorspann wird quasi aus einem Autofenster heraus eine Einkaufspassage mit den vielen Lichtreklamen einer westdeutschen Großstadt am Abend gezeigt. Für den ostdeutschen Fernsehzuschauer ist das der eindeutige Hinweis, dass der Film des DDR-Fernsehens im Westen spielt. Es folgt das Klavierkonzert des Pianisten Hans Seiser in einem Konzertsaal. Nachdem der letzte Ton verklungen ist, klatschen die Zuschauer frenetisch. Seiser verbeugt sich und nimmt die Ehrung entgegen. Da erkennt er unter den Zuschauern einen Mann mit einem vernarbten Gesicht, wahrscheinlich Narben von einer Mensur. Er erkennt in ihm sofort den Gestapo-Beamten und SS-Obersturmführer, der ihn und andere 1943 in Mülhausen unter grausamer Folter verhörte und für den Tod von vielen Mitgefangenen verantwortlich ist. Vom Inspizienten erfährt er den Namen: Dr. Becker. Er ist in der kleineren Stadt als honoriger Bürger bekannt und führt ein Fleischkonserven-Unternehmen.
Seiser geht sofort zur Polizei und zeigt Dr. Becker als NS-Mörder an. Dem Kommissar erzählt er seine Geschichte, die im Rückblick gezeigt wird.
Seiser war 1943 Berliner Musikstudent und zur Truppenbetreuung in das Elsass geschickt worden. Dort hatte er Flugblätter verteilt und war von der Gestapo verhaftet worden. In seiner Zelle saß er mit Karl Bender, einem Mann, der im Widerstand war, und Hans Schneider, einem U-Boot-Matrosen, der aus Angst vor dem Tod desertiert war. Von den sieben U-Booten, die zusammen ausgelaufen waren, kam nur seines zurück. Die U-Boote waren von Jägern zu Gejagten geworden. Er wollte einfach noch leben. Der erfahrene Bender machte für Seiser einen Fluchtplan. Er selbst konnte nicht mitkommen, weil der durch Folter und Haftstrapazen körperlich dazu nicht mehr in der Lage war. Seiser konnte auch fliehen, während er unbeobachtet im Gestapo-Gebäude auf seine Vernehmung wartete, indem er aus dem Fenster des Obergeschosses sprang.
Leicht am Fuß verletzt, gelang es ihm durch den Wald in Richtung schweizerischer Grenze zu kommen. Mit seinen fabulierten Geschichten konnte er sogar den NSDAP-Kreisleiter täuschen, der auf ihn zufällig im Wald stieß. Bei elsässischen Bauern, die alle seiner Geschichte vom Urlaub von der Ostfront nicht glaubten, fand er immer wieder Unterstützung. Einer hatte seinen Sohn an der Front verloren. Aber bei sich behalten, wollten sie den Flüchtigen aus Angst vor dem Lager nicht. Der eine gab ihm einen Mantel, der andere erklärte ihm den Weg über die Grenze. Aber der musste seinen Enkel Xaver, der bei der Hitlerjugend war, zur Anzeige zum entfernt liegenden Polizeiposten schicken, weil der Seiser im Heuschober entdeckt und alles mitbekommen hatte. Er hoffte, dass Seiser inzwischen den gewiesenen Weg zur Grenze finden würde. Vorher begegnete Seiser in einem Ausflugslokal „Zur Sonne“, das jetzt im Krieg ohne Ausflügler war, Marie, auch eine Musikstudentin, aber aus Hamburg, die wegen der Bomben hier bei ihrem Onkel Dienst tat. Auf einem Fahndungsbild in der Zeitung erkannte sie, wer Seiser war, ein „Hochverräter“. Aber sie half ihm, wies ihm einen Weg zur Grenze. Ihr Onkel dagegen zeigte Seiser sofort an, als der sein Bild in der Zeitung fand. Marie lief Seiser nach und warnte ihn, wodurch sie in den Verdacht geriet, den Hochverräter zu decken, und so wurde sie im Gasthof bedrohlich vom Adjutanten des Gestapo-Chef verhört.
Inzwischen wurde der Mithäftling Bender vom Gestapo-Chef misshandelt, weil er nichts zur Flucht von Seiser aussagen wollte. Zurück in der Zelle sagte Bender unter Schmerzen, dass man härter sein musste, als diese Nazi, sonst würde man untergehen. Er machte dem Matrosen Schneider Mut, dass ihm nur das Kriegsgericht und Strafbataillon drohe. Solche jungen Leute brauchten die doch noch. Aber, er fragte ihn, was er mit seinem Leben anfangen wollte. Schneider verstand ihn nicht. Bender wollte ihm klarmachen, dass einfach leben nicht reiche, sondern, dass man sich in den antifaschistischen Kampf einreihen müsse, sonst wäre das Sterben sinnlos. Schneider wurde aber ohne Kriegsgericht einfach hingerichtet. Der Gestapo-Chef schickte Bender ins KZ Mauthausen, „in den Kamin des Reiches“, als der weder Seiser, noch andere antifaschistische Mitkämpfer verraten wollte. Bender ging mit sich im Reinen: Er dachte, seine Frau und sein Kind hätte er doch gern noch einmal gesehen. Er freute sich, dass sie Seiser offenbar nicht bekommen hätten. Sein Leben war nicht sinnlos. Er hoffte auf eine gerechte Welt ohne Nazis in der Zukunft.
Doch Seiser schaffte es trotzdem, dass die Verfolger ihm ganz nah auf den Fersen, waren, scheinbar über die Grenze. Glücklich ging er ins erstbeste Haus. Doch das war ein vorgeschobener Unterstand der Wehrmacht. Er wurde verhaftet und zu dem triumphierenden Gestapo-Chef zurückgebracht. Der ließ ihn ins KZ Dachau überführen.
Nachdem Seiser das KZ Dachau überlebt hatte, suchte er im Elsass vergeblich nach Zeugen für die Geschehnisse 1943. Als er erfuhr, dass der Gestapo-Chef tot sei, war er befreit, und konnte sich wieder unbelastet der Musik zuwenden und eine Karriere als Konzertpianist starten.
Es war ein Schock für ihn, dass der Gestapo-Chef alias Dr. Becker in dieser Stadt unbehelligt lebte. Er möchte die Verurteilung dieses Mörders. Befremdlich ist es für ihn, dass ihm der Kommissar mitteilt, dass im Rechtsstaat alles nicht so schnell geht. Seine Einwendungen, dass die Verdächtigung erst überprüft und auch Becker gehört werden müssen, klingen vernünftig, doch angesichts der Größe des Verbrechens wie Ausflüchte, um die Verfolgung in die Länge zu ziehen. Ungünstig für Seiser sei es auch, dass er der Vereinigung der Verfolgten des Naziregimes (VVN) angehöre, die gerade vom Verfassungsschutz beobachtet werden solle.
Enttäuscht verlässt Seiser das Polizeigebäude. Haben wir denn aus unserer Geschichte nichts gelernt und vertuschen die gewaltigen Verbrechen? - fragt er sich.

## Kritiken
„In Rückblenden erzählter antifaschistischer Fernsehfilm, der seine Kraft vor allem aus dem verhaltenen Spiel des Hauptdarstellers bezieht.“

Pit Herrmann meint, dass Die letzte Chance ein Fernsehfilm des DDR-Fernsehens ist, gedreht nach dem Mauerbau, der ein düsteres Bild vom Rechtsstaat in der Bundesrepublik der fünfziger Jahre zeichnet, aber auf der anderen Seite in der Tradition antifaschistischer DEFA-Filme steht, die weitgehend ohne falsches Pathos auskommen.